# Katedralen i Varaždin
Katedralen i Varaždin (kroatiska: Varaždinska katedrala) är en katedral i Varaždin i Kroatien. Katedralen uppfördes 1642-1646 och den 5 maj 1997 blev den biskopssäte inom den romersk-katolska kyrkan i Kroatien.

## Historia och arkitektur
Katedralen uppfördes 1642-1646 av jesuitorden och är utförd i barockstil. Sakristian färdigställdes 1656 men fick sin slutliga form vid en restaurering 1726. Kyrktornet färdigställdes 1676. Kyrkan skadades av eldsvådor åren 1650, 1665, 1776 och 1818. Den återuppbyggdes och restaurerades åren 1653, 1671, 1698, 1756, 1777, 1818, 1875, 1900 och 1937.

## Inventarier
- Huvudaltaret som är det tredje i ordningen kom på plats 1737. Alla sex sidokapell hade varsitt altare men numera finns bara tre altaren kvar i sidokapellen.
- Predikstolen köptes in från Graz 1761.

### Fotnoter
1. 1 2  Varaždins stift Arkiverad 22 november 2013 hämtat från the Wayback Machine. – Officiell webbplats (kroatiska)